# Druentica inscita
Druentica inscita is een vlinder uit de familie van de Mimallonidae. De wetenschappelijke naam van de soort is voor het eerst geldig gepubliceerd in 1890 door Schaus.